# Manga (Burkina Faso)
Manga is een stad in Burkina Faso en is de hoofdplaats van de provincie Zoundwéogo.
Manga telde in 2006 bij de volkstelling 18.861 inwoners.
Sinds 1997 is de stad de zetel van het rooms-katholieke bisdom Manga.